# Rhinoplastik
Rhinoplastik (græsk: rhinos, "næse" + plassein, "at skabe") eller næseplastik er en fælles betegnelse for operationer, der har til formål at rekonstruere eller forskønne menneskets næse. Rhinoplastik kan således indebære indoperering af et næseimplentat eller en korrektion af næsen. Disse sker ikke kun for udseendets skyld, men også for at afhjælpe medfødte komplikationer eller skader efter en ulykke. Rhinoplastik er et af de mest krævende af de plastikkirurgiske specialer.
| Lægevidenskab | Spire Denne artikel om lægevidenskab er en spire som bør udbygges. Du er velkommen til at hjælpe Wikipedia ved at udvide den. |